# مرتضی‌قلی صنیع‌الدوله

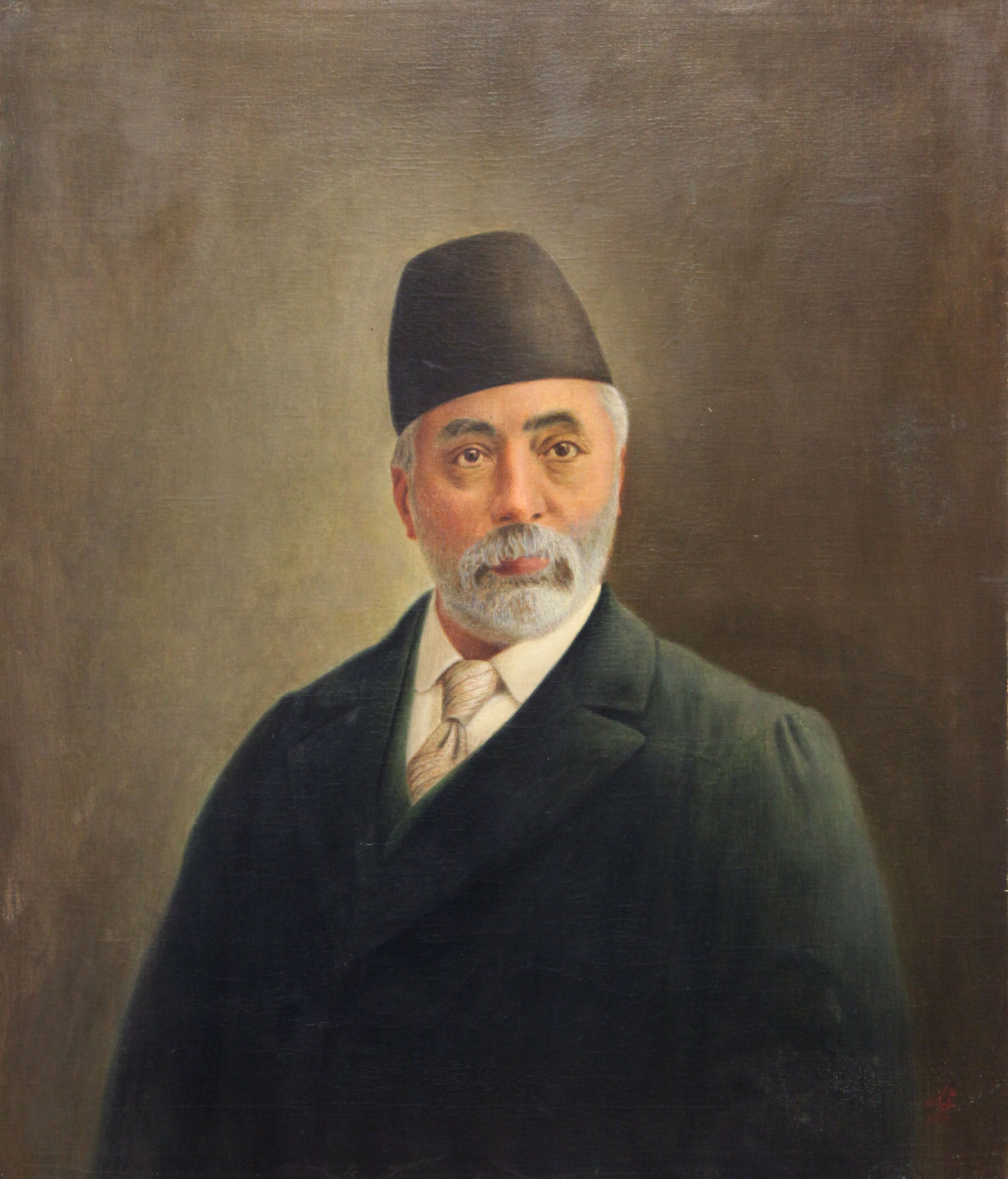
پرتره مرتضی قلی خان صنیع‌الدوله در موزه مجلس شورای اسلامی

مرتضی‌قلی‌خان صنیع‌الدوله (۹ صفر ۱۲۷۳ ه‍. ق./مهر ۱۲۳۵ ه. خ. در تهران - ۴ صفر ۱۳۲۹ ه‍. ق./۱۵ بهمن ۱۲۸۹ ه‍. خ. در تهران)، از رجال صنعتگر اواخر قاجاریه و نخستین رئیس مجلس شورای ملی بود.

## زندگی
مرتضی‌قلی‌خان صنیع‌الدوله، دوّمین پسرِ میرزا علی‌قلی‌خان مخبرالدوله و نوادهٔ رضاقلی‌خان هدایت بود. وی در شب یکشنبه ۹ صفر ۱۲۷۳ قمری در محلهٔ چال میدان تهران زاده شد. در هفت سالگی به همراه برادرش مهدی قلی‌خان در معیت ناصرالدین‌شاه به عتبات عالیات رفت. 
در هفده سالگی یعنی در سال ۱۲۵۲ خورشیدی به همراه پدرش، ناصرالدین‌شاه را در سفر به اروپا همراهی کرد. وی تحصیلات خود را میان سال‌های ۱۲۵۵ تا ۱۲۶۳ خورشیدی در برلین در رشتهٔ معدن‌شناسی و در مدرسهٔ صنعتی آلمان به پایان رساند. صنیع‌الدوله به زبان‌های آلمانی و فرانسوی تسلط کامل داشت و به انگلیسی آشنایی داشت. وی در سال ۱۲۹۷ق/۱۲۵۹خ به ایران بازگشت.
پس از بازگشت به ایران به دستور ناصرالدین‌شاه به ادارهٔ معادن وزارت علوم رفت و مشغول به کار شد. نخستین فعالیت وی در این مقام، تلاش برای استخراج معدن سرب پس‌قلعه شمیران تهران بود. در این راه با مشکلات بزرگی مواجه شد که در نهایت کار نیمه‌کاره ماند. 
به کوشش پدرش در تلگرافخانه و وزارت معادن مشغول به کار شد. در سال ۱۲۶۶ با احترام‌السلطنه، دختر مظفرالدین‌شاه ازدواج کرد. 
صنیع‌الدوله در ۱۳۱۲ق/۱۲۷۳خ به همراه حاجی محمدتقی شاهرودی که از بازرگانان ثروتمند آن دوره بود، یکی از اولین کارخانه‌های نخ‌ریسی ایران را در تهران راه انداخت. گفته می‌شود که محصول این کارخانه مرغوب بوده و حتی ناصرالدین‌شاه در بازدید از آن به تحسین محصولات پرداخته است. اما رقابت دولت‌های روسیه و انگلستان و ارزان‌فروشی بازرگانان آن کشورها باعث شد کارخانه دچار ضرر شده و در نهایت تعطیل شود.
وی همزمان با احداث کارخانه ریسندگی یک کارخانه فلزکاری هم در تهران راه‌اندازی کرده بود. تولیدات این کارخانه، پایه‌های چراغ و چند نوع چراغ چدنی بود که به «چراغ صنیع‌الدوله» مشهور شد. صنیع‌الدوله به دلیل کمبود منابع مالی مجبور به تعطیلی این کارخانه شد.
عدم موفقیت در صنعت باعث شد وارد عرصه سیاست شود.
در ۱۲۷۵ به ریاست ضرابخانه و خزانه‌داری منصوب شد اما تنها یک سال بعد از هر دو سمت استعفا داد. او در سال بعد به وزارت قورخانه و پستخانه منصوب شد. 
در سال ۱۲۸۲ خورشیدی به ریاست ادارهٔ پست و گمرک منصوب شد. صنیع‌الدوله توانست در سال ۱۲۸۳ امتیاز ساخت راه‌های اتوموبیل‌رو در ایران را به دست آورد. وی همچنین صاحب دهکده‌ای در مشهد مرغاب فارس بود و در اطراف تهران املاک بسیاری داشت.
با صدور فرمان مشروطیت در سال 1285 از سوی مظفرالدین شاه مقدمات تدوین نخستین نظام نامه انتخاباتی فراهم آمد. نظام نامه انتخاباتی مجلس اول در ابتدا در نسخه های متعدد نوشته شد. اما با ورود صنیع الدوله به جمع نویسندگان نظام نامه به جهت توانمندی و دانش ایشان سرانجام نظام نامه انتخاباتی به تصویب مظفرالدین شاه رسید. مخبرالسلطنه، محتشم السلطنه به همراه دو فرزند مشیرالدوله (میرزاحسن خان و میرزا حسین خان) از دیگر اعضای کمیسیون نظام نامه انتخابات بودند.
در ۱۷ شعبان ۱۳۲۴ ه‍. ق. (۱۴ مهر ۱۲۸۵) پس از افتتاح اولین دورهٔ مجلس شورای ملی، صنیع‌الدوله به ریاست آن انتخاب شد و در رجب ۱۳۲۵ از آن مقام استعفا داد. دلیل این استعفا دریافت یک نامهٔ تهدیدآمیز پس از ترور امین‌السلطان بود.
از آن پس با سمت وزیر مالیه در دو کابینه مشیرالسلطنه و وزیر علوم و فواید عامه در کابینه های ناصرالملک و نظام السلطنه شرکت داشت. در ترمیم کابینه نظام السلطنه در ۲۶ محرم ۱۳۲۶ (اسفند ۱۲۸۶) وزیر مالیه شد. پس از دورهٔ استبداد صغیر و فتح تهران به‌دست مجاهدان با بازگشایی مجلس بار دیگر به نمایندگی انتخاب شد اما با تشکیل کابینهٔ اول محمدولی سپهدار تنکابنی به وزارت معارف و اوقاف منصوب شد. با سقوط این کابینه در تیر ۱۲۸۹ به مجلس بازگشت و در کابینهٔ دوم حسن مستوفی‌الممالک در هشتم آبان ۱۲۸۹ به مقام وزارت مالیه رسید. از جمله مهمترین اقدامات او در دوران سه ماهه وزارتش، تقدیم لایحه ای به مجلس برای نظام مند کردن تجارت تریاک بود. این لایحه یک ماه پس از مرگ با عنوان قانون تحدید تریاک به تصویب مجلس رسید. 
صنیع الدوله در پانزدهم بهمن ۱۲۸۹ هنگامی که در راه تقدیم اولین بودجه کشور به مجلس بود، به دست یک گرجی و همدست ارمنی او (هر دو تبعهٔ روسیه) به قتل رسید. در بازجویی از قاتلین گفته شد که اختلاف مالی با صنیع الدوله داشته اندولی اصل قضیه این بود که صنیع الدوله به عنوان یک حامی تولید بودجه ای را تنظیم کرده بود که دست دلالان و وارد کننده های خارجی را بسته بود و بودجه در راستای تولید بود و به همین دلیل منافع کشورهای خارجی روس و انگلیس با توجه به انقلاب مشروطه و بودجه کنونی به خطر می افتاد لذا صبح تقدیم بودجه ترور شد . قاتل و همدستش پس از بازجویی به سفارت روسیه تحویل داده شدند. 
صنیع الدوله از همسر خود احترام السلطنه صاحب سیزده فرزند شد. احترام‌السلطنه در سال ۱۲۸۲ شمسی در گذشت.